# Музон (река)
Музон (фр. Mouzon) је река у Француској. Дуга је 63 km. Улива се у Мезу. 